# Icsca

「タッチ&ゴー」の動き

icsca（イクスカ）は、宮城県仙台市を中心とする地域に導入されているICカード乗車券。仙台市交通局が発行する。なお、icscaは仙台市の登録商標となっている。2025年2月末現在の発行枚数は、約102万枚。

## 概要
2014年12月1日より発売された、仙台市交通局を発行元とする仙台圏エリアのIC乗車券。伊達家の水玉模様陣羽織と杜の都から、緑色の水玉模様があしらわれたカードデザインとなっている。また、伊達家の家紋である「竹に雀」と軽快に移動できるイメージから、キャラクターにはスズメが採用された。カードデザイン及びカードキャラクターは、いずれも仙台市在住の画家・菅野麻衣子が手掛けた。なお、このスズメは「イクスカすずめ」と命名され、2024年（令和6年）2月より、仙台市交通局のマスコットキャラクターに就任した。
カード裏面の17ケタの記号・番号の先頭2文字は、SK。
同年12月6日より、地下鉄南北線に先行して導入。翌2015年12月6日より、地下鉄東西線・市営バス・宮城交通でも導入された。2016年3月26日からは、Suica仙台エリアとの相互利用を開始した。
交通系ICカード全国相互利用サービス対応カードについては、将来的に相互利用対応になることも見据えているものの、現在のところ片利用のみとなり、相互利用の予定はない。2016年3月26日より、全国相互利用サービス対応カードをicscaエリアで利用することは可能になるが、逆にicscaを他のICカードエリアで利用することはできず、Suica首都圏・新潟・盛岡・秋田・青森エリアでもicscaは利用できない。また、新幹線およびJRバス東北と岩手県北自動車（みちのりバス東北のイオンモール新利府南館線）、地域連携ICカードのIwate Green Passエリア（岩手県交通）、iGUCAエリア（岩手県北自動車）、chericaエリア（山交バス・庄内交通）、odecaエリア（気仙沼線・大船渡線BRT区間）との利用についても対応していない。

## 名称
2013年8月から9月にかけてIC乗車券の名称を公募し、仙台弁で「行きますか」または「行きましょう」を意味する「行くすか」と、英語で「小旅行」「遠足」を意味する「イクスカーション (excursion)」とを合わせた「イクスカ」が採用。2014年2月に、カードデザインと共に英字表記のロゴ「icsca」が公表された。

## 種類

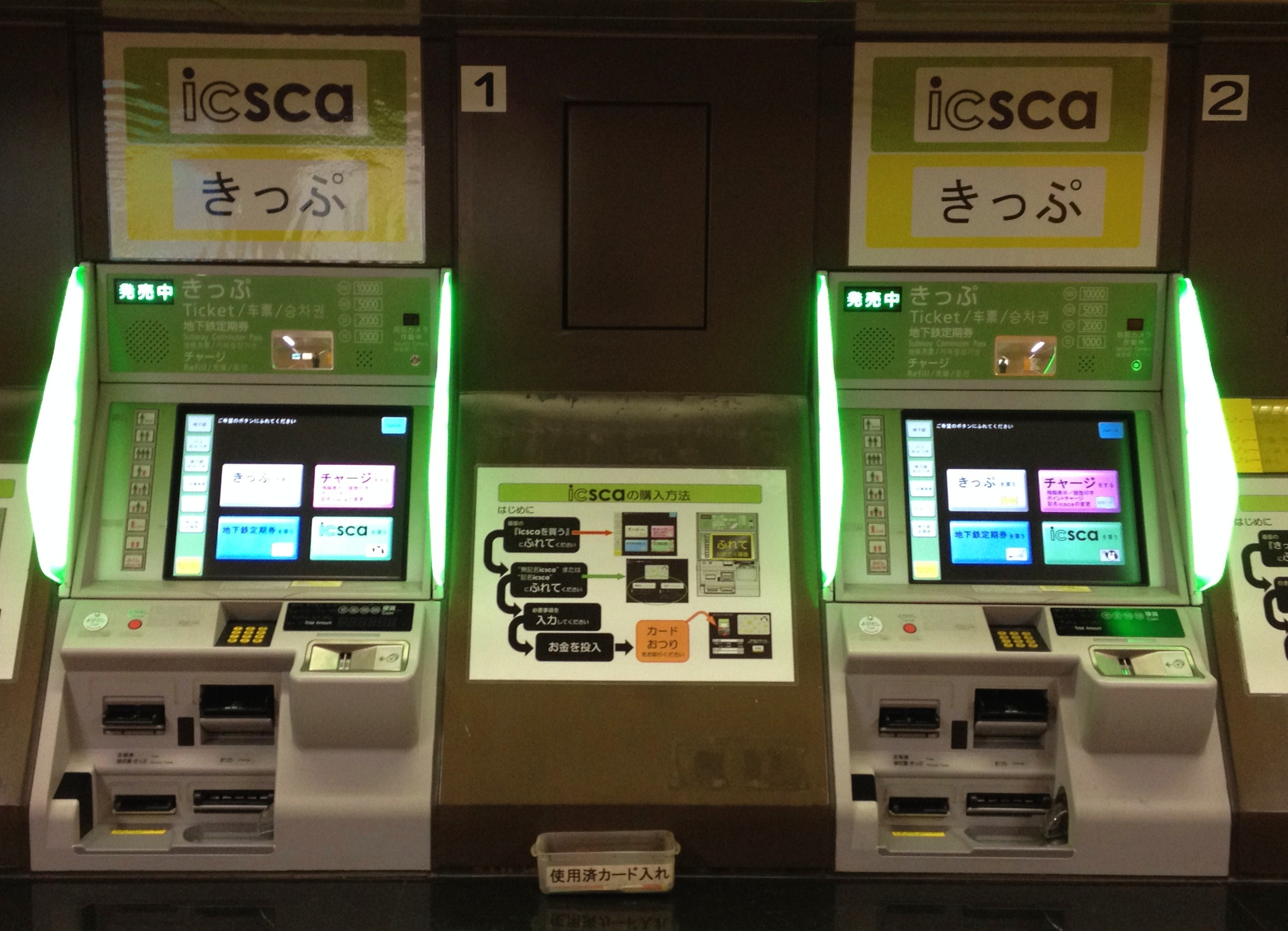
自動券売機（北仙台駅）

無記名式icsca、記名式icscaの2種類が発行される。
カード本体の発売額は、1,000円・2,000円・3,000円・5,000円・10,000円の5つで、それぞれ500円分のデポジットが含まれる。デポジット分は、icscaを返却する際に返金される。

### 無記名式icsca
券売機等ですぐに購入できる。記名式icscaに変更可能。紛失時に再発行することはできず、再購入する必要がある。
バスでのサービス開始以降は、交通局のバス車内での購入も可能だが、2000円カード(チャージが1500円分、デポジット500円分)のみとなっている。また、スーパーマーケットのサービスカウンターなどで販売されている分についても、2000円カードで販売されている。

### 記名式icsca
名前等の情報を記入して利用することで、定期乗車券等としての機能を付加することができるほか、紛失時に再発行することもできる。2015年12月6日以降発行分について、学都仙台フリーパスは、記名式icscaに切り替えられた。
icsca定期券
定期乗車券としての機能を付加した記名式icsca。定期券外区間を乗り越した際には、チャージされた金額から自動精算される。また、定期券を利用した場合と、定期券を利用しなかった場合とで運賃に差が生じる場合には、安い方の運賃が自動適用される。
icsca発売に合わせて、定期券のクレジットカード購入が可能となったが、icscaのチャージ部分とデポジット部分に関しては、現金で支払いとなる。
導入事業者である仙台市交通局および宮城交通の区域内のみならず、東日本旅客鉄道および仙台空港鉄道とにまたがる区間についても、発券が可能。
小児用icsca
小児運賃が適用される記名式icsca。
福祉割引用icsca
仙台市または宮城県が発行する身体障害者手帳等所持者、及び仙台市内の児童福祉施設等に入所中の旅客に対する「福祉割引」を自動適用するための記名式icsca。

### その他のicsca

#### 記念icsca
icscaサービス開始記念 キャラクターカード
icscaのサービス開始を記念し、5,000枚限定で販売。イメージキャラクターのすずめが5羽寄せ集まったデザインとなっており、2014年12月1日より乗車券発売所 のみで販売し、当日中に完売した。
東西線開業記念icsca
地下鉄東西線の開業に先駆け、10,000枚限定で販売。東西線の運行車両である2000系が描かれ、伊達政宗の兜の前立てをイメージした車両前面の三日月ライン部分が強調されたデザインとなっている。2015年11月15日より特設売場 で販売。2015年12月6日に完売した。
icscaバスキャラクターカード
路線バスへの導入に先駆け、10,000枚限定で販売。バスとイメージキャラクターのスズメがあしらわれたデザインとなっている。2015年11月15日より特設売場 で販売。2015年12月6日に完売した。
「ジョジョ」デザインカード
「荒木飛呂彦原画展 ジョジョ展 in S市杜王町2017」開催を記念し、10,000枚限定で販売。仙台市出身の漫画家・荒木飛呂彦が手掛ける「ジョジョの奇妙な冒険」の生誕30周年を記念して開催される原画展に合わせて発売され、同展のキービジュアルをあしらったデザインとなっている。2017年8月5日・12日の2日に分けてローソンチケット（Loppi）にて販売し、即日完売。12日より仙台駅乗車券発売所にて引き換えを行った。
宮城交通 50周年記念デザインカード
宮城交通の創立50周年の記念事業の一環として、記念デザインカードを作製。抽選で500名にプレゼントしたほか、2020年10月18日、宮交仙台高速バスセンターにて1,000枚を販売した。

#### icsca付身分証明書
2015年12月からの利用範囲拡大に合わせ、身分証明機能を搭載したicscaを販売。学生証や社員証にIC乗車券としての機能が合わさったもので、IC乗車券としてだけでなく、学校や企業での入退室管理や出欠・出退勤確認等としての活用が見込まれる。

## 沿革
- 2010年4月27日 - IC乗車券導入に向けて、仙台市交通局・仙台市都市整備局・宮城交通による「仙台IC乗車券推進協議会」発足[24]。
- 2011年12月21日 - 宮城交通がIC乗車券を導入することで、仙台市と合意[25]。
- 2013年
  - 7月18日 - IC乗車券導入に合わせ、愛宕橋駅で自動改札機の更新工事を開始[26]。
  - 8月22日 - IC乗車券の名称を公募[27]。公募期間は同年9月17日まで。
  - 11月8日 - IC乗車券の名称が、イクスカに決定[6]。
- 2014年
  - 1月21日 - 適用されるポイント制度の概要公表[28][29]。
  - 1月23日 - 同年12月より地下鉄南北線で先行導入することを決定[30]。
  - 2月13日 - 仙台市交通局・宮城交通・東日本旅客鉄道により、2016年春よりSuicaとの仙台圏での相互利用で合意[31]。
  - 2月26日 - ロゴ、カードデザイン決定[2]。
  - 5月2日 - icsca情報ホームページ公開。
  - 5月13日 - icsca導入に合わせ、愛宕橋駅で自動券売機・自動精算機の更新工事を開始[32]。
  - 7月31日 - 泉中央駅南改札の自動改札機更新工事完了に伴い、自動改札機の更新終了[33]。
  - 9月4日 - icsca導入に合わせ、仙台市営バスの車載機器（運賃箱、運賃表示器、整理券発行機）の更新工事を開始[34]。
  - 9月30日 - 泉中央駅の自動券売機・自動精算機更新工事完了に伴い、自動券売機・自動精算機の更新終了[35]。
  - 10月14日 - icscaの発売日および南北線での利用開始日を決定[36]。
  - 11月18日 - 地下鉄東西線の開業日発表[37] に伴い、東西線・市営バス・宮城交通への導入日が確定[38]。
  - 12月1日
乗車券発売所[注 2] にて発売[13]。
共通ポイントサービス「まるっと」との提携について、仙台市交通局と廣済堂が合意[39]。
  - 12月6日
地下鉄南北線にて導入[40]。
地下鉄南北線各駅の自動券売機にて発売[40]。
- 2015年
  - 3月9日 - 「まるっとポイント」サービス開始[41]。
  - 3月25日 - 自動券売機でのicsca定期券の販売を開始[42]。
  - 3月26日 - 仙台市交通局とタイムズ24が、「交通ICパーク&ライドサービス」の導入を発表[43]。
  - 4月1日 - 「交通ICパーク&ライドサービス」開始[44]。
  - 4月14日 - 宮城交通が、icscaのサービス概要を発表[45]。
  - 6月5日 - 発行枚数10万枚を突破[46]。
  - 10月19日 - 宮城交通、一部高速バスにてicscaを導入することを発表[47]。
  - 11月18日 - 仙台市内のスーパーマーケット[注 4] にて、チャージ機サービスおよびicscaの販売を開始[48]。
  - 11月22日
    - 市営バス車内、市営バス営業所・出張所にて、icsca発売。
    - バス路線を対象としたicsca定期券を発売[47][49]。

  - 12月5日 - 磁気カード乗車券[注 5] の販売、定期乗車券・学都仙台フリーパス等の紙券・磁気カードによる発券を終了。
  - 12月6日
地下鉄東西線・仙台市営バス・宮城交通で導入。
乗継ポイント導入。
  - 12月15日 - 「icscaレール＆カーシェア」サービス開始[50]。
  - 12月21日 - Suicaとの仙台圏エリア相互利用サービスの開始日と概要を発表[51][52]。
- 2016年
  - 3月26日
    - 仙台圏エリアで、Suicaとの相互利用開始[53]。同時に、JR東日本との提携によりPASMO等、Suica以外の全国相互利用サービス対応カードも片利用可能となった。
    - 東日本旅客鉄道・仙台空港鉄道とのIC連絡定期券を発行開始。
    - ミヤコーバス、仙台 - 大衡線にて導入。

  - 10月31日 - 磁気カード[注 5]・紙の回数券の利用を終了[47]。
- 2017年
  - 4月21日 - 宮城交通、仙台空港 - 山形線にて導入。
- 2019年
  - 4月1日 - ミヤコーバス石巻営業所管内の路線バスにて導入[54]。
  - 10月1日 - ミヤコーバス、仙台 - 村田・蔵王町線にて導入[55]。
- 2021年
  - 4月1日 - ミヤコーバス、仙台 - 古川線、仙台 - 鳴子線、仙台 - 加美線にて導入[56]。
  - 10月31日 - 磁気カード[注 5]・紙の回数券の払い戻しを終了。
- 2022年
  - 3月31日 - 「まるっとポイント」サービス終了[57]。
  - 4月1日 - 宮城交通、仙台 - 盛岡線（アーバン号）にて導入[58]。尚、交通ポイントの付与・使用は不可。
  - 8月24日 - 仙台市交通局、23年3月末をもって基本ポイントサービスを終了することを発表[59]。
  - 9月16日 - 宮城交通、仙台 - 気仙沼・陸前高田・大船渡・釜石線および、仙台 - 気仙沼・宮古線にて導入[60][61][62]。
  - 10月1日 - 宮城交通、都心循環バス「まちのり『チョコット』withラプラス」にて導入[63]。
  - 11月25日 - 宮城交通、23年3月末をもって、一部高速バス路線を除き基本ポイントサービスを終了することを発表[64]。
- 2023年
  - 3月31日 - 仙台市交通局および宮城交通[注 6]、基本ポイントサービスを終了。
- 2024年
  - 3月16日 - Suica仙台エリア拡大[65]。
  - 10月1日 - 「せんだいバスFREE+」を記名式icscaにて導入[66]。

## 事業者・路線

### 導入事業者・路線
☆は、発行事業者。
- 仙台市交通局☆
  -  仙台市地下鉄
    - ■ 南北線（泉中央駅 - 富沢駅）
    - ■ 東西線（八木山動物公園駅 - 荒井駅）

  - 仙台市営バス
    - 路線バス全線
    - るーぷる仙台
    - シャトルバス
- 宮城交通
  - 路線バス全線[注 7]
  - シャトルバス
  - 高速バス
    - 仙台 - 山形線[注 8]
    - 仙台 - 上山線[注 8]
    - 仙台空港 - 山形線[注 8]
    - 仙台 - 盛岡線（アーバン号）[注 9]
    - 仙台 - 気仙沼・陸前高田・大船渡・釜石線[注 10]
    - 仙台 - 気仙沼・宮古線[注 9]
- ミヤコーバス
  - 路線バス
    - 塩釜営業所 全線
    - 吉岡営業所 全線
    - 村田駐在所 一部路線（高速バスを除きicscaのバスエリアからは飛び地となる、大河原駅 - 川崎間の路線も対象となる）
    - 石巻営業所 全線[54]

  - 高速バス
    - 仙台 - 石巻線
    - 仙台 - 大衡線
    - 仙台 - 村田・蔵王町線
    - 仙台 - 古川線
    - 仙台 - 鳴子線
    - 仙台 - 加美線

#### その他の利用可能事業者・路線
- 東日本旅客鉄道 仙台エリア[67]

■ 東北本線（矢吹駅 - 小牛田駅、一ノ関駅、平泉駅）
■ 利府線（岩切駅 - 利府駅）
■ 常磐線（小高駅 - 岩沼駅）
■ 仙山線（仙台駅 - 愛子駅、作並駅、山寺駅、羽前千歳駅）
■ 仙石線（あおば通駅 - 石巻駅）
■ 仙石東北ライン（仙台駅 - 石巻駅）
■ 磐越東線（郡山駅 - 船引駅）
■ 磐越西線（郡山駅、郡山富田駅、磐梯熱海駅、猪苗代駅、会津若松駅、喜多方駅）
■ 陸羽東線（小牛田駅 - 古川駅、鳴子温泉駅）
■ 石巻線（小牛田駅、石巻駅）
■ 山形線（福島駅、かみのやま温泉駅 - 村山駅）
■ 左沢線（北山形駅 - 寒河江駅）
- 仙台空港鉄道

■ 仙台空港線（名取駅 - 仙台空港駅）
なお、新幹線と気仙沼線・大船渡線BRT区間、JRバス東北、岩手県交通、岩手県北自動車、山交バスではicscaを利用できない。また首都圏や新潟、盛岡、秋田、青森各エリアでも利用できない。

### icscaエリア内で利用可能なIC乗車券

IC乗車カード 相互利用関係

交通系ICカード全国相互利用サービス対応カードをicscaエリア内で使用可能である。原則として他カード対応エリアでicscaを使用することはできない。
- Suica（JR東日本） - 仙台エリアの一部（上記）に限り、icscaとの相互利用可能。
- PASMO（パスモ）
- Kitaca（JR北海道）
- TOICA（JR東海）
- manaca（名古屋交通開発機構・エムアイシー）
- ICOCA（JR西日本）
- PiTaPa（スルッとKANSAI）
- SUGOCA（JR九州）
- nimoca（西日本鉄道グループの株式会社ニモカ）
- はやかけん（福岡市交通局）

## サービス・機能

### チャージ（入金）
1,000円・2,000円・3,000円・5,000円・10,000円のいずれかの金額をチャージすることができる。チャージ上限金額は、ポイント付与分を合わせて20,000円。

### ポイントサービス
| 仙台市交通局（付与廃止） | 仙台市交通局（付与廃止） |               | 宮城交通 | 宮城交通 |
| 利用回数 / 月            | 付与率                   | 利用回数 / 月 | 付与率   |          |
| - 10回目                 | 5%                       | - 19回目      | 5%       |          |
| 11 - 20回目              | 9%                       | 20 - 39回目   | 10%      |          |
| 21 - 30回目              | 13%                      | 40 - 59回目   | 20%      |          |
| 31 - 40回目              | 17%                      | 60回目 -      | 30%      |          |
| 41 - 50回目              | 21%                      | -             | -        |          |
| 51回目 -                 | 25%                      | -             | -        |          |

icsca導入に合わせて、ポイント制度を開始。付与されるポイントは、利用の翌月10日から1年後の月末までの有効期間内にicscaにチャージすることで、1ポイント=1円として運賃の支払いに用いることができる。ただし、定期乗車券の有効区間内を含む利用や敬老・ふれあい乗車証による利用はポイント対象外となる。
2022年6月、新型コロナウイルスの影響による経営悪化の改善策として、現行のポイント制度の縮小や廃止を含めた見直しを示唆。2021年度は、約3億7000万円分のポイントがチャージされた。同年8月、本年度末をもって仙台市交通局は基本ポイント（後述）を廃止することを発表。同年11月には、宮城交通も一部の高速バス路線を除いて、基本ポイントを廃止することを発表した。

#### 基本ポイント
利用ごとに貯まるポイント。ポイント付与率は、地下鉄・市営バス・宮城交通 路線バス・同社高速バスそれぞれの利用回数に応じて段階的に増加する。仙台市交通局と宮城交通でポイント付与率は異なるが、付与されるポイント自体は合算され、ポイントをチャージする際に一括される。2023年3月末をもって、宮城交通による一部の高速バス路線を除いて付与が終了した。
るーぷる仙台やシャトルバス、JR線等はポイント付与の対象外。券売機によって切符を購入した場合や、バスで同乗者分の運賃を精算した場合には付与されない。

#### 乗継ポイント
東西線開業時に導入。60分以内に地下鉄とバス を乗り継ぐことで、2回の乗車を1組として30ポイント（小児は15ポイント）が、基本ポイントに加えて付与される。ただし、いずれか一方でも、区間が定期券区間内と重複する場合には適用外となる。
かつて現金もしくはスキップカードでバス・地下鉄南北線を相互に乗り継いだ場合に適用されていた乗継割引制度（2016年廃止）の後継に当たるものである。

### 付加機能
FeliCaポケット搭載を活用し、乗車券以外としての機能を後付けする動きがみられる。前述の「icsca付身分証明書」も、この例のひとつ。
icscaには電子マネー機能は付与されていない。2017年現在、仙台市地下鉄の一部の駅構内では、Suica等の交通系電子マネー決済が可能な店舗（ファミリーマート）や自販機、コインロッカーが設置されているが、これらについてもicsca決済は不可能となっている。

#### DATE BIKE解錠キー
仙台市都心部で導入されているコミュニティサイクル事業「DATE BIKE」にて、ICカード対応自転車に限り、電子錠の解錠キーとして利用できる。icsca残高から利用料の支払いを行うことはできない。

#### まるっとポイントサービス
2015年3月9日より、東北・北陸地方で廣済堂 が展開する共通ポイントサービス「まるっと」を導入。まるっとサービス加盟店でicscaを提示することにより購入額に応じてまるっとポイントが付与され、1ポイント=1円として利用できる。なお、まるっとサービス加盟店での支払いにicscaのチャージ残高を充当することはできない。まるっとポイントサービス終了に伴い、2022年3月31日をもってポイントサービスを終了。

#### 交通ICパーク&ライドサービス
2015年4月1日より、タイムズ24が展開する「交通ICパーク&ライドサービス」を仙台市泉中央駅前駐車場にて導入。同年12月6日より、荒井駅前駐車場（タイムズ24）、八木山動物公園駅駐車場（日本管財グループ）に、2016年4月15日より、荒井駅前第2駐車場においても導入された。
当日地下鉄を利用したicscaを用いて、駐車場出庫時に出口精算機でかざすと、駐車場料金が100円引となる。乗降履歴を用いたシステムとなっており、icsca定期券も対象に含まれる。パーク&ライドの促進が見込まれている。

#### レール&カーシェア
2015年12月15日より、タイムズカープラスによる「icscaレール&カーシェア」を荒井駅前駐車場ステーションにて導入。2016年4月20日より、荒井駅前第2駐車場ステーションでも導入された。
当日地下鉄を利用したicscaを用い、改札口の出場記録を照会することで、206円の料金優待サービスが受けられる。

## その他
- icsca導入に合わせ、2014年11月22日から12月19日にかけて、宇宙戦艦ヤマト2199とのタイアップが行われた[77]。映画・宇宙戦艦ヤマト2199 星巡る方舟の公開日が、icsca導入と同日だったことから実現。11月19日、先行して タイアップ動画 がYouTube・松竹チャンネルにて公開された[78]。仙台市地下鉄各駅・改札口付近に設置されている液晶画面でも、字幕付きで放映された[79]。
- 宮城交通（子会社のミヤコーバスを含む）では、一部の高速バスをはじめ、導入路線の拡大が検討されている[45]。
- 2016年10月10日に市制を施行した富谷市では、市制施行と同時に発行開始された70歳以上の高齢者(4月1日時点で当該年度に70歳を迎える者を含む)および18歳以上の障害者(障害者手帳を発行されている者)の外出支援を目的とした写真つき本人確認証明書を兼ねたIC乗車券「とみぱす」を発行(これにあたって、仙台市交通局と宮城交通の2事業者との協力協定を締結している)。このカードは、一般のicscaと同じエリアでの利用が可能となっており、仙台周辺地域の旅客鉄道路線および仙台空港鉄道仙台空港線、すなわちSuica仙台エリアでも利用可能としている。
- 山形県では、地域連携ICカードchericaの導入に際し、icscaとの相互利用を検討していたが[80]、実現していない。